# Rhys Williams (football, 2001)
Pour les articles homonymes, voir Rhys Williams et Williams.
Rhys Williams, né le 3 février 2001 à Preston, est un footballeur anglais qui évolue au poste de défenseur central à Morecambe en prêt de Liverpool FC.

## Biographie

### En club
Williams rejoint l'académie de Liverpool à l'âge de 10 ans et remporte la FA Youth Cup avec l'équipe de jeunes de Liverpool en 2019.
En août 2019, il rejoint les Kidderminster Harriers sous forme de prêt.
Williams fait ses débuts en faveur de Liverpool en EFL Cup le 24 septembre 2020, contre Lincoln City, formant la défense centrale avec Virgil van Dijk,,.
Le 19 juillet 2022, il est prêté à Blackpool FC.
Le 16 janvier 2024, il est prêté à Port Vale.

### En sélection
Williams joue avec l'équipe d'Angleterre des moins de 18 ans entre mars et mai 2019, et se voit appelé avec les moins de 19 ans pour la Marbella Cup en octobre 2019.
Le 5 octobre 2020, Williams reçoit son premier appel en équipe espoirs et réalise ses débuts lors d'un match nul 3-3 contre Andorre le 7 octobre 2020.

## Palmarès
| Liverpool : - FA Youth Cup - Vainqueur en 2019 |